# Norrsjön (Bringetofta socken, Småland)
Norrsjön är en sjö i Nässjö kommun i Småland och ingår i Lagans huvudavrinningsområde. Sjön har en area på 0,118 kvadratkilometer och ligger 264,1 meter över havet. Sjön avvattnas av vattendraget Skålån (Storån).

## Delavrinningsområde
Norrsjön ingår i det delavrinningsområde (636990-143009) som SMHI kallar för Ovan Lillån. Medelhöjden är 285 meter över havet och ytan är 36,55 kvadratkilometer. Räknas de 6 delavrinningsområdena uppströms in blir den ackumulerade arean 75,89 kvadratkilometer. Skålån (Storån) som avvattnar avrinningsområdet har biflödesordning 2, vilket innebär att vattnet flödar genom totalt 2 vattendrag innan det når havet efter 234 kilometer. Delavrinningsområdet består mestadels av skog (74 procent) och jordbruk (14 procent). Avrinningsområdet har 0,37 kvadratkilometer vattenytor vilket ger det en sjöprocent på 1 procent.